# Poltide
Poltide è un personaggio mitico, figlio di Poseidone, che regnò su Eno, in Tracia.
Offrì generosa ospitalità ad Eracle che, di ritorno dalla sua vittoriosa spedizione contro le Amazzoni, era passato attraverso la Troade. L'eroe fu sul punto di imbarcarsi per riprendere il viaggio, quando fu infastidito da Sarpedonte, insolente fratello di Poltide, che uccise sulla costa trace.
Un mito racconta che i Troiani si rivolsero a lui in un'ambasciata per richiedere il suo sostegno nella guerra di Troia, in cambio di ricchi doni. Poltide offrì il suo soccorso se Paride avesse acconsentito a donargli Elena, promettendogli di risarcirlo con due belle fanciulle della sua città. Le autorità troiane respinsero naturalmente la condizione e Poltide rifiutò di intervenire in guerra.